# Gare de Saint-Aunès
Gare de Saint-Aunès – przystanek kolejowy w Saint-Aunès, w departamencie Hérault, w regionie Oksytania, we Francji.
Jest przystankiem kolejowym Société nationale des chemins de fer français (SNCF), obsługiwanym przez pociągi TER Languedoc-Roussillon.